# Кімура Сеїдзі
Кімура Сеїдзі (яп. 木村 誠二, нар. 24 серпня 2001, Тіба) — японський футболіст, захисник клубу «Токіо» та олімпійської збірної Японії. На правах оренди грає за «Саган Тосу».

## Клубна кар'єра
Народився 24 серпня 2001 року в місті Тіба. Вихованець футбольної школи клубу «Токіо». Дорослу футбольну кар'єру розпочав 2020 року в основній команді того ж клубу, в якій того року взяв участь у 3 матчах чемпіонату. 
Згодом протягом 2021–2022 років на правах оренди грав за друголігові «Кіото Санга», «Саґаміхара» та «Монтедіо Ямагата». 
У 2022–2023 роках повертався до основного складу «Токіо», після чого знову віддавався в оренду, цього разу до команди «Саган Тосу».

## Виступи за збірні
2017 року дебютував у складі юнацької збірної Японії (U-16), загалом на юнацькому рівні взяв участь у 2 іграх.
З 2022 років залучається до складу молодіжної збірної Японії. На молодіжному рівні зіграв у 21 офіційному матчі, забив 2 голи.
2024 року включений до лав олімпійської збірної Японії. У її складі — учасник футбольного турніру на Олімпійських іграх 2024 року в Парижі.

## Статистика виступів

### Статистика клубних виступів
Станом на 6 липня 2024
| Сезон                  | Команда                | Чемпіонат              | Чемпіонат | Чемпіонат | Національний кубок | Національний кубок | Національний кубок | Континентальні кубки | Континентальні кубки | Континентальні кубки | Інші змагання | Інші змагання | Інші змагання | Усього | Усього | Усього |
| Сезон                  | Команда                | Ліга                   | Ігор      | Голів     | Ліга               | Ігор               | Голів              | Ліга                 | Ігор                 | Голів                | Ліга          | Ігор          | Голів         | Ігор   | Голів  |        |
| ---------------------- | ---------------------- | ---------------------- | --------- | --------- | ------------------ | ------------------ | ------------------ | -------------------- | -------------------- | -------------------- | ------------- | ------------- | ------------- | ------ | ------ | ------ |
| 2018                   | «Токіо U-23»           | J3                     | 18        | 0         | -                  | -                  | -                  | -                    | -                    | -                    | -             | -             | -             | 18     | 0      |        |
| 2019                   | «Токіо U-23»           | J3                     | 19        | 1         | -                  | -                  | -                  | -                    | -                    | -                    | -             | -             | -             | 19     | 1      |        |
| Усього за «Токіо U-23» | Усього за «Токіо U-23» | Усього за «Токіо U-23» | 37        | 1         |                    | -                  | -                  |                      | -                    | -                    |               | -             | -             | 41     | 1      |        |
| 2020                   | «Токіо»                | J1                     | 3         | 0         | КДжЛ               | 0                  | 0                  | ЛЧ                   | 0                    | 0                    | -             | -             | -             | 3      | 0      |        |
| лют.-лип. 2021         | «Кіото Санга»          | J2                     | 1         | 0         | КІ                 | 0                  | 0                  | -                    | -                    | -                    | -             | -             | -             | 1      | 0      |        |
| лип.-груд. 2021        | «Саґаміхара»           | J2                     | 17        | 1         | -                  | -                  | -                  | -                    | -                    | -                    | -             | -             | -             | 17     | 1      |        |
| лют.-лип. 2022         | «Монтедіо Ямагата»     | J2                     | 6         | 0         | КІ                 | 0                  | 0                  | -                    | -                    | -                    | -             | -             | -             | 6      | 0      |        |
| лип.-груд. 2022        | «Токіо»                | J1                     | 6         | 0         | -                  | -                  | -                  | -                    | -                    | -                    | -             | -             | -             | 6      | 0      |        |
| 2023                   | «Токіо»                | J1                     | 5         | 0         | КІ+КДжЛ            | 1+3                | 0                  | -                    | -                    | -                    | -             | -             | -             | 9      | 0      |        |
| Усього за «Токіо»      | Усього за «Токіо»      | Усього за «Токіо»      | 14        | 0         |                    | 4                  | 0                  |                      | 0                    | 0                    |               | -             | -             | 18     | 0      |        |
| 2024                   | «Саган Тосу»           | J1                     | 12        | 0         | КІ+КДжЛ            | 0                  | 0                  | -                    | -                    | -                    | -             | -             | -             | 12     | 0      |        |
| Усього за кар'єру      | Усього за кар'єру      | Усього за кар'єру      | 87        | 1         |                    | 4                  | 0                  |                      | 0                    | 0                    |               | -             | -             | 91     | 2      |        |